# 劉國昭
劉國昭，台灣政治人物，苗栗客家人。前立法院院長劉闊才之子，曾擔任國民大會代表，後代表中國國民黨在苗栗縣選區當選為第一屆第六次增額立法委員，復以全國不分區當選為第二、三屆立法委員。
曾長期擔任臺灣吉悌電信董事長。